# شهرستان کلبجر
شهرستان کَلبَجَر (لاتین: Kəlbəcər rayonu) یکی از هفتاد و چهار رایون تشکیل دهنده جمهوری آذربایجان است.
این رایون در سازش سه جانبه جمهوری آذربایجان، روسیه و جمهوری ارمنستان روز ۲۵ نوامبر از نیروهای ارتش ارمنستان تخلیه و به ارتش جمهوری آذربایجان تحویل داده شد.    مردم این شهرستان آذری هستند.